# Eunidia socia
Eunidia socia là một loài bọ cánh cứng trong họ Cerambycidae.